# Daria Michalak
Daria Michalak (* 12. Dezember 1995 in Stettin, geborene Daria Zawistowska) ist eine polnische Handballspielerin.

## Karriere

### Im Verein
Daria Michalak spielte bis 2019 für Pogoń Szczecin. Mit Szczecin stand sie 2015 und 2019 im Finale des EHF Challenge Cup. 2019 wechselte sie zu Zagłębie Lubin. Mit Lubin wurde sie 2021, 2022, 2023 und 2024 polnischer Meister und gewann 2020, 2021, 2023 und 2024 den polnischen Pokal. 2024 ging sie nach Rumänien zu HC Dunărea Brăila.

### In Auswahlmannschaften
Mit der polnischen Nationalmannschaft nahm sie an der Weltmeisterschaft 2017 teil. Sie absolvierte die fünf Spiele der Gruppenphase und musste darauf das Turnier aufgrund einer Verletzung abbrechen. Sie stand im Kader für die Europameisterschaft 2022 und belegte dort mit Polen den 13. Platz. Bei der Weltmeisterschaft 2023, bei der Polen den 16. Platz belegte, warf sie acht Tore.